# Pentaphylacaceae
Pentaphylacaceae is een botanische naam, voor een familie van tweezaadlobbige planten. Een familie onder deze naam wordt universeel erkend door systemen voor plantentaxonomie. Meestal wordt dit opgevat als een familie met één soort: Pentaphylax euryoides, die voorkomt in Zuidoost Azië.
In het APG II-systeem (2003) zijn er twee mogelijke omschrijvingen:
- in enge zin, sensu stricto: één soort
- in brede zin, sensu lato: inclusief alle planten die anders de families Sladeniaceae en Ternstroemiaceae vormen.

In het Cronquist-systeem (1981) is de plaatsing in een orde Theales.